# Eutelia malanga
Eutelia malanga är en fjärilsart som beskrevs av George Thomas Bethune-Baker 1911. Eutelia malanga ingår i släktet Eutelia och familjen nattflyn. Inga underarter finns listade i Catalogue of Life.